# 日土县
日土县（藏語：རུ་ཐོག་རྫོང་།，威利转写：ru thog rdzong，藏语拼音：Rutog），旧名日土宗，是中华人民共和国西藏自治区阿里地区西北部的一个县。藏语中意思是“枪架状山下”。著名的国际湖泊班公错大部分就在日土境内。

## 行政区划
日土县下辖1个镇、4个乡：
日土镇、热帮乡、日松乡、东汝乡和多玛乡。

## 人口
根據第七次人口普查數據，截至2020年11月1日零時，全縣常住人口為11167人。其中家庭户3770户，家庭户人口9985人，平均每個家庭户的人口為2.65人。

## 交通
- 219国道、 695国道过境。